# ヒブナ
ヒブナ（緋鮒）は、コイ目コイ科フナ属（Carassius）の魚が突然変異で黒い色素を欠き赤変した個体あるいは個体群である。黄色素胞は有しているため、黄色およびオレンジ色をしている。

## ギベリオブナの変種

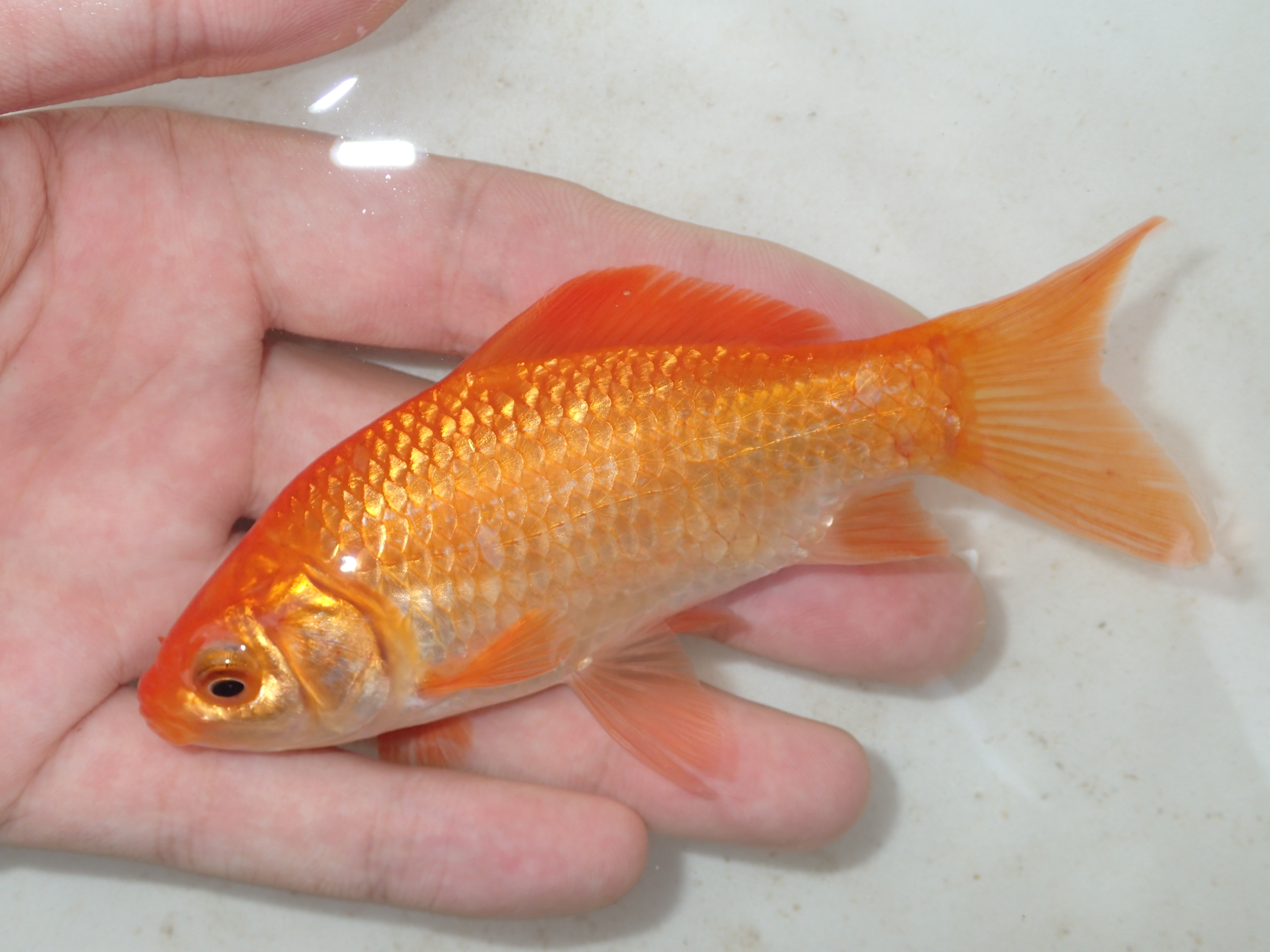
野生のヒブナ（緋鮒）、沖縄の離島にて。

約1700年前、中国で発見されたフナの突然変異で誕生した。その後、更なる突然変異などでキンギョとなった。ただし、フナ属のどの種がキンギョの野生種であるかは特定されていなかったが、2008年にDNA分析の結果ギベリオブナが直接の先祖にあたる事が判明した。海外では、中国で大量に生産された黄色およびオレンジ色の個体がヒブナまたは、イエローゴールドフィッシュ、イエローコモンゴールドフィッシュとして売られている。

## ギンブナの変種
北海道の春採湖に生息しており、1937年（昭和12年）12月21日に国の天然記念物に指定されている（春採湖のヒブナ個体群/釧路市）。孵化時は普通のフナと同様に銅黒色だが、約1年してから赤くなりはじめる。
春採湖のヒブナの起源は､1985年から1987年の染色体調査でギンブナの突然変異であることが報告されていたが、2022年に京都大学や釧路市立博物館などの研究チームが「約100年前に放流された金魚が野生のフナと交雑してヒブナが誕生した」とする研究成果を纏め上げ、発表した。論文は国際学術誌に掲載された。
魚類の遺伝に詳しい長浜バイオ大学の教授でゲノム科学を専攻する大森義裕は「天敵が少ない閉鎖的な環境に大量の魚が放流されたことで、一気に交雑が進んだと考えられる」としており、「データから導いた妥当な結論といえる。」と述べている。